# United States Forest Service
De United States Forest Service is een federaal agentschap onder het Ministerie van Landbouw van de Verenigde Staten. De Forest Service beheert de 155 nationale bossen (National Forests) in het land, alsook twintig graslandgebieden, samen goed voor zo'n 780.000 km² land. Het agentschap werd op 1 februari 1905 onder president Theodore Roosevelt opgericht. Gifford Pinchot was de eerste Chief Forester, Thomas Tidwell is de huidige.
De Forest Service probeert zowel bossen te beschermen tegen exploitatie als te voorzien in verantwoorde ontginning van natuurlijke hulpbronnen. Het agentschap voorziet ook in ontspanning voor de Amerikanen en onderhoudt zo'n 14.000 recreatieve sites. Een van de hoofdtaken van het agentschap is het blussen van bosbranden.
Het agentschap stelt permanent zo'n 28.000 mensen te werk. Het hoofdkwartier is het Sidney R. Yates Building in Washington D.C.

## Mascotte
Smokey Bear of Smokey the Bear is de mascotte van de Forest Service. Smokey is een Amerikaanse zwarte beer in een jeansbroek en met een vierdeukenhoed op. Hij werd in het leven geroepen om het publiek op de hoogte te brengen van de gevaren van bosbranden. Smokey werd voor het eerst in 1944 gebruikt in een reclamecampagne. De huidige slogan van de Smokey-campagnes is "Only You Can Prevent Wildfires". Smokey Bear wordt ingesproken door Jim Cummings.
In 1970 werd een tweede mascotte geïntroduceerd, Woodsy Owl, een uil die zich vooral tot jonge kinderen richt en hen appreciatie voor de natuur wil bijbrengen. De huidige Woodsy-slogan is "Lend a Hand — Care for the Land!"

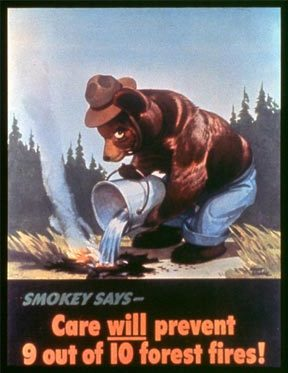
Smokey's eerste poster in 1944.
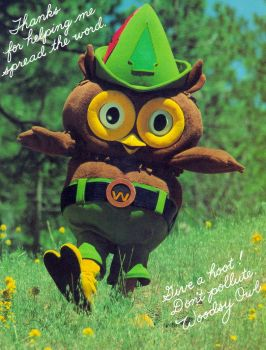
Woodsy Owl